# Cratena simba
Cratena simba is een slakkensoort uit de familie van de Facelinidae. De wetenschappelijke naam van de soort is voor het eerst geldig gepubliceerd in 1970 door Edmunds.